# Nils Lamby
Nils Iwan Lamby (ur. 29 października 1885 w Sztokholmie, zm. 15 stycznia 1970 tamże) – szwedzki żeglarz, olimpijczyk, zdobywca srebrnego medalu w regatach na Letnich Igrzyskach Olimpijskich w 1912 roku w Sztokholmie.
Na Letnich Igrzyskach Olimpijskich 1912 zdobył srebro w żeglarskiej klasie 12 metrów. Załogę jachtu Erna Signe tworzyli również Hugo Sällström, Nils Persson, Erik Lindqvist, Sigurd Kander, Folke Johnson, Hugo Clason, Kurt Bergström, Dick Bergström i Per Bergman.